# Студия 30 (сезон 1)
Первый сезон американского комедийного телесериала «Студия 30» впервые был показан на телеканале NBC с 11 октября 2006 года по 26 апреля 2007 года. В создании сезона принимали участие телекомпании Broadway Video, Little Stranger и NBC Universal, а исполнительными продюсерами стали автор идеи Тина Фей, Лорн Майклс, Джоанн Альфано, Марси Кляйн и Дэвид Майнер.
В центре сюжета сериала находится вымышленное скетч-шоу TGS with Tracy Jordan и его главный сценарист Лиз Лемон (Тина Фей), которая пытается совмещать работу и личную жизнь. Сезон состоит из 21-го эпизода; продолжительность 19-ти из них составляет примерно 22 минуты, а остальные два идут по 26 минут и являются так называемыми «суперразмерными» эпизодами. В течение сезона сериал менял своё время вещания два раза. Первые четыре эпизода выходили в эфир по средам в 8 часов вечера, следующие тринадцать эпизодов показывались по четвергам в 9:30, а последние четыре — по четвергам в 9 часов вечера.
Сезон получил в целом благоприятные отзывы и был номинирован на «Эмми» в десяти номинациях: шесть из них были в категории «Прайм-тайм премия «Эмми»», а четыре — в «Creative Arts Emmy Award». В отличие от критических отзывов, сезон получил невысокие рейтинги — среднее количество зрителей составило 6,41 млн человек. 4 сентября 2007 года первый сезон был выпущен на DVD в первом регионе, 17 марта 2008 — во втором, а 30 апреля 2008 — в четвёртом регионе.

## Сюжет
Лиз Лемон (Тина Фей) работает главным сценаристом на скетч-шоу «The Girlie Show», выходящем в прямом эфире на телеканале NBC. После смерти руководителя канала Гэри его место занимает Джек Донаги (Алек Болдуин). Обладая опытом руководства телевидением восточного побережья и разработкой программного обеспечения для микроволновых печей, Джек вносит в шоу множество изменений. Донаги включает в актёрский состав неудачливого киноактёра Трейси Джордана (Трейси Морган) и меняет название шоу с «The Girlie Show» на «TGS with Tracy Jordan». В телесериале присутствуют разноображные сюжетные линии, в том числе соперничество между Трейси и Дженной Марони (Джейн Краковски), отношения Лиз с Деннисом Даффи (Дин Уинтерс) и Флойдом Дебарбером (Джейсон Судейкис), а также отношения между Джеком и Фиби (Эмили Мортимер). Некоторые второстепенные сюжетные линии переходят во второй сезон, включая продолжающуюся помолвку Кери Ксерокс (Катрина Боуден) с неизвестным персонажем по имени Арис и Пита Хорнбергера (Скотт Эдсит), живущего с Лиз и пытающегося разрешить семейные проблемы с женой Полой (появляется позже в эпизоде «Greenzo» в исполнении Полы Пелл).

## Съёмочная группа
В создании «Студии 30» участвовали компании Broadway Video, Little Stranger и NBC Universal, а впервые сериал был показан на телеканале NBC в США. Исполнительными продюсерами стали автор идеи Тина Фей, а также Лорн Майклс, Джоанн Альфано, Марси Кляйн и Дэвид Майнер, в качестве соисполнительных продюсеров выступили Бретт Баэр, Дэйв Финкель, Джек Бёрдитт и Джон Ригги. Также соисполнительным продюсером с эпизода «Pilot» до «Black Tie» был Роберт Кэрлок. Затем, начиная с эпизода «Up All Night», Кэрлок выступал в качестве исполнительного продюсера (за исключением эпизода «The C Word»). Продюсерами сезона стали композиторы Джефф Ричмонд и Джерри Капфер, а сопродюсерами — Айрин Бёрнс, Мэтт Хаббард и Диана Шмидт.
На протяжении сезона режиссёрами стали восемь человек. Написанием сценариев занимались Тина Фей, Джон Ригги, Роберт Кэрлок, Джек Бёрдитт, Дэйв Финкель, Бретт Баэр и сопродюсер Мэтт Хаббард, а Кэй Кэннон участвовала в создании сценариев по меньшей мере к двум эпизодам. Также для совместного с Робертом Кэрлоком написания сценария к эпизоду «The Source Awards» была приглашена Дэйзи Гарднер. Режиссёрами более чем одного эпизода стали технический продюсер Адам Бернштейн, а также Гейл Манкузо, Дон Скардино, Майкл Энглер и Бет Маккарти. Режиссёрами только одного на протяжении сезона эпизода стали Хуан Хосе Кампанелья, Скотт Эллис и Денни Гордон. В качестве шоураннеров сезона выступили Фей и Кэрлок.

## В ролях
Актёрами основного состава стали семь человек. Тина Фей сыграла Лиз Лемон, главного сценариста вымышленного комедийного телешоу TGS with Tracy Jordan (известного как TGS), выходящего на телеканале NBC. Актёрский состав TGS состоял из трёх главных персонажей, двое из которых вошли в основной актёрский состав первого сезона «Студии 30». Ими стали неудачливый задиристый киноактёр Трейси Джордан, которого сыграл Трейси Морган, и глупая, но жаждущая славы, Дженна Марони, роль которой исполнила Джейн Краковски. Простодушного служащего телеканала, родом из южных штатов США, Кеннета Парселла сыграл Джек Макбрайер. Роль остроумного и здравомыслящего продюсера TGS Пита Хорнбергера исполнил Скотт Эдсит, а энергичного и постоянно носящего бейсболку одиозного сценариста Фрэнка Росситано сыграл Джуда Фридландер . Руководителя телеканала NBC Джека Донаги, которого наняли, чтобы поменять формат шоу TGS, изобразил Алек Болдуин. В начале сериала полный титут Донаги звучит как «Руководитель телевещания восточного побережья и разработки программного обеспечения микроволновых печей» (англ. Head of East Coast Television and Microwave Oven Programming).
Также в сезоне были второстепенные персонажи, такие как сценаристы TGS Джеймс «Туфер» Сперлок в исполнении Кита Пауэлла и Джош Джирард, которого сыграл Лонни Росс. Роль Кери Ксерокс, занимающейся организационными моментами TGS, исполнила Катрина Боуден. Все эти персонажи вошли в основной состав и во втором сезоне. Другими повторяющимися персонажами стали Джонатан (Молик Панчоли), «Гризз» Грисуолд (Гризз Чэпман), «Точка com» Слэттери (Кевин Браун), Дж.Д. Лутц (Джон Лутц) и доктор Лео Спейсман (Крис Парнелл).

## Критика

### Отзывы критиков
На основе тридцати одной критической рецензии Metacritic поставил сезону средневзвешенную оценку 67 из 100, что означает в целом благоприятный приём первого сезона «Студии 30». Пилотный эпизод сериала и первый эпизод сезона также получил неплохие отзывы; тем не менее, журналист The Washington Post Марк Д. Аллан заявил, что «зрители, смотревшие сезон с начала месяц или больше, увидели, что он смешной, но не всегда», но после нескольких эпизодов «сценаристы раскрыли сущность сериала — отношения в стиле тяни-толкай между Лиз Лемон, замученным главным сценаристом „The Girlie Show“, и властным руководителем телеканала Джеком Донаги в исполнении Алека Болдуина, — и „Студия 30“ наконец стала сбалансированным шоу». Генри Голдблатт из Entertainment Weekly, рецензировавший издание первого сезона на DVD, назвал сериал «самым смешным ситкомом [телесезона 2006—2007 годов]». Критик назвал эпизоды «Hard Ball» и «The Break Up» «одними из сильнейших эпизодов» и поставил сезону оценку «А».
Кристофер Монфетт из IGN писал, что первый сезон «хорошо написан и весело исполнен» и что он является «освежающим путешествием и наблюдением за тем, как персонажи в течение сезона растут и развиваются». Монфетт поставил сезону оценку 8 из 10. Анна Джонс из «TV Squad» заявила, что «особый восторг вызвали последние две трети сезона, когда Тина Фей и Трейси Морган наконец нашли своё место в шоу, а сюжетные линии второстепенных персонажей начали улучшаться». После выхода шести эпизодов, 21 декабря 2006 года, NBC продлил сезон до двадцати одного эпизода.

### Рейтинги
Пилотный эпизод посмотрели 8,13 млн зрителей, что поставило его на третье место среди программ, показанных в 8 часов вечера по североамериканскому восточному времени. После того, как три следующих эпизода, показанные по средам, получили низкие рейтинги (самый низкий — 4,61 млн зрителей), NBC решил перенести время показа на четверг, в 9:30 вечера. Впервые в это время показ состоялся 16 ноября 2006 года. В первый четверг «Студию 30» посмотрели 5,19 млн человек. В среднем, количество зрителей, посмотревших последующие эпизоды, составило около 5,5 млн человек, за исключением эпизода «Hard Ball», который получил низкий рейтинг, как ранее эпизод «Jack the Writer», — 4,6 млн зрителей. После следующих трёх эпизодов, получивших более высокие рейтинги, чем «Hard Ball», телеканал перенёс время показа на четверг, 9 часов вечера. Первый показ в это время («суперразмерный» эпизод «Fireworks») привлёк внимание 5,37 млн зрителей. По четвергам в 9 часов вечера было показано четыре эпизода первого сезона «Студии 30». Финальный эпизод сезона «Hiatus» посмотрели 4,72 млн человек. Среднее количество зрителей первого сезона, состоящего из двадцати одного эпизода, составило 6,41 млн человек, что поставило сериал на 138 место из 275 позиций за 2006—2007 сезон.

### Награды и номинации
Первый сезон «Студии 30» был номинирован на «Эмми» в десяти номинациях, из которых получил две награды — в номинациях «Лучший комедийный сериал» и «Лучшая приглашённая актриса в комедийном сериале». Вторую награду получила Элейн Стрич за роль матери Джека, Коллин Донаги. За своё исполнение роли Джека Донаги Алек Болдуин получил «Золотой глобус» в номинации «Лучший актёр в комедийном или музыкальном телесериале». Также он стал лауреатом «Премии Гильдии киноактёров США» в номинации «Лучшая мужская роль в комедийном сериале». Болдуин получил ещё три награды за первый сезон от Ассоциации телевизионных критиков в категории «Личные достижения в комедии». Тина Фей также была номинирована в этой категории. Несмотря на то, что она не получила эти награды, Фей стала лауреатом премии Грейси Аллен в категории «Лучшая главная женская роль» за исполнение роли Лиз Лемон.

## Эпизоды
| №  | №  | Название                                     | Режиссёр(ы)          | Сценарист(ы)                  | Дата показа в США | Код серии | Кол-во |
| -- | -- | -------------------------------------------- | -------------------- | ----------------------------- | ----------------- | --------- | ------ |
| 1  | 1  | «Pilot» «Пилот»                              | Адам Бернштейн       | Тина Фей                      | 11 октября 2006   | 101       | 8,13   |
| 2  | 2  | «The Aftermath» «Последствия»                | Адам Бернштейн       | Тина Фей                      | 18 октября 2006   | 102       | 5,71   |
| 3  | 3  | «Blind Date» «Свидание вслепую»              | Адам Бернштейн       | Джон Ригги                    | 25 октября 2006   | 103       | 6,01   |
| 4  | 4  | «Jack the Writer» «Писатель по имени Джек»   | Гейл Манкузо         | Роберт Кэрлок                 | 1 ноября 2006     | 104       | 4,61   |
| 5  | 5  | «Jack-Tor» «Джек-Тор»                        | Дон Скардино         | Роберт Кэрлок                 | 16 ноября 2006    | 105       | 5,2    |
| 6  | 6  | «Jack Meets Dennis» «Джек встречает Денниса» | Хуан Хосе Кампанелья | Джек Бёрдитт                  | 30 ноября 2006    | 106       | 5,97   |
| 7  | 7  | «Tracy Does Conan» «Трейси и Конан»          | Адам Бернштейн       | Тина Фей                      | 7 декабря 2006    | 107       | 6,84   |
| 8  | 8  | «The Break-Up» «Расставание»                 | Скотт Эллис          | Дэйв Финкель и Бретт Баэр     | 14 декабря 2006   | 108       | 5,9    |
| 9  | 9  | «The Baby Show» «Детская вечеринка»          | Майкл Энглер         | Джек Бёрдитт                  | 4 января 2007     | 109       | 5,9    |
| 10 | 10 | «The Rural Juror» «Деревенский присяжный»    | Бет Маккарти         | Мэтт Хаббард                  | 11 января 2007    | 110       | 6,1    |
| 11 | 11 | «The Head and the Hair» «Голова и волосы»    | Гейл Манкузо         | Тина Фей и Джон Ригги         | 18 января 2007    | 111       | 5,0    |
| 12 | 12 | «Black Tie» «Чёрный галстук»                 | Дон Скардино         | Кей Кэннон и Тина Фей         | 1 февраля 2007    | 112       | 5,7    |
| 13 | 13 | «Up All Night» «Всю ночь на ногах»           | Майкл Энглер         | Тина Фей                      | 8 февраля 2007    | 113       | 5,2    |
| 14 | 14 | «The C Word» «Буква «С»»                     | Адам Бернштейн       | Тина Фей                      | 15 февраля 2007   | 114       | 5,0    |
| 15 | 15 | «Hard Ball (Negotiation)» «Бейсбол»          | Дон Скардино         | Мэтт Хаббард                  | 22 февраля 2007   | 115       | 4,6    |
| 16 | 16 | «The Source Awards» «Награда «Источник»»     | Дон Скардино         | Роберт Кэрлок и Дэйзи Гарднер | 1 марта 2007      | 116       | 5,7    |
| 17 | 17 | «The Fighting Irish» «Ирландская борьба»     | Денни Гордон         | Джек Бёрдитт                  | 8 марта 2007      | 117       | 5,2    |
| 18 | 18 | «Fireworks» «Фейерверк»                      | Бет Маккарти         | Дэйв Финкель и Бретт Баэр     | 5 апреля 2007     | 118       | 5,4    |
| 19 | 19 | «Corporate Crush» «Крах корпорации»          | Дон Скардино         | Джон Ригги                    | 12 апреля 2007    | 119       | 5,1    |
| 20 | 20 | «Cleveland» «Кливленд»                       | Пол Фейг             | Джек Бёрдитт и Роберт Кэрлок  | 19 апреля 2007    | 120       | 5,2    |
| 21 | 21 | «Hiatus» «Пробел»                            | Дон Скардино         | Тина Фей                      | 26 апреля 2007    | 121       | 4,7    |